# Onychoura petiolata
Onychoura petiolata är en stekelart som beskrevs av Charles Thomas Brues 1933. Onychoura petiolata ingår i släktet Onychoura och familjen bracksteklar. Inga underarter finns listade i Catalogue of Life.